# 赫氏擬翼項鰭鯰
赫氏擬翼項鰭鯰，為輻鰭魚綱鯰形目項鰭鯰科的其中一種，為熱帶淡水魚類，分布於南美洲亞馬遜河及其支流流域，體長可達9.9公分，棲息在底層水域，生活習性不明。